# Сюртсей
Сюртсей (на исландски: Surtsey) е необитаем вулканичен остров на Исландия в Атлантическия океан. Той е най-южната точка на страната.
През ноември 1963 г. моряците от риболовен кораб край югозападното крайбрежие на Исландия забелязват сред морето висок стълб дим. Помислят, че е избухнал пожар на някой от риболовните кораби в района, но всъщност се оказват свидетели на раждането на вулканичния остров Сюртсей. По-късно същия ден морето избълва огромни кълба дим и лава, а във въздуха се извисява стълб пара, висок 3600 m. Само за няколко дни над водата се появява остров, висок около 40 m и дълъг близо 550 m. Към края на януари 1964 г. Сюртсей вече има височина 150 m и площ 2,5 km2. По-късно площта спада на около 1,5 km2. Последното изригване става през 1967 г.
На исландски език Сюртсей означава „остров на Сурт“. В скандинавските митове Сурт е бог-гигант, пазител на Муспелхайм – страната на огъня. Според тези митове след Рагнарьок – последната битка между старите богове на Асгард и великаните, Сурт щял да премине през 9-те свята и да ги опожари.